# Есекс
Есекс (енгл. Essex) је традиционална грофовија у источном региону Енглеске. Налази се североисточно од Лондона и са око 1,7 милиона становника једна је од најнасељениих грофовија Енглеске. Грофовија се граничи са грофовијама: Кембриџшир, Сафок, Хартфордшир, Кент и Лондон. Главни град је Челмсфорд. На северу грофовије налази се град Колчестер у коме је Универзитет Есекса. 
У Есексу се налази аеродром Стенстед. 
Највиша тачка је Кришал Комон (Chrishall Common) у близини села Ленгли, на граници са Хартфордширом, висине 147 метара.

## Администрација
Веће Есекса управља грофовијом у сарадњи са 12 обласних већа. Два насеља на југу Есекса, Турок (Thurrock) и Саутенд на Мору (Southend-on-Sea) имају посебне органе управе.